# Рижівська сільська рада (Білопільський район)
Рижі́вська сільська́ ра́да — колишній орган місцевого самоврядування в Білопільському районі Сумської області. Адміністративний центр — село Рижівка.

## Загальні відомості
- Населення ради: 1 084 особи (станом на 2001 рік)

## Населені пункти
Сільській раді підпорядковані населені пункти:
- с. Рижівка
- с. Атинське
- с. Будки
- с. Голишівське
- с. Стукалівка

## Склад ради
Рада складається з 14 депутатів та голови.
- Голова ради: Чех Олександр Володимирович
- Секретар ради: Стахорна Людмила Михайлівна

### Керівний склад попередніх скликань
| Прізвище, ім'я, по батькові | Основні відомості                                                 | Дата обрання | Дата звільнення |
| --------------------------- | ----------------------------------------------------------------- | ------------ | --------------- |
| Чех Олександр Володимирович | Сільський голова, 1959 року народження, освіта вища, безпартійний | 26.03.2006   | 31.10.2010      |
| Чех Олександр Володимирович | Сільський голова, 1959 року народження, освіта вища, безпартійний | 31.10.2010   |                 |

Примітка: таблиця складена за даними сайту Верховної Ради України